# 25 d'octubre
El 25 d'octubre és el dos-cents noranta-vuitè dia de l'any del calendari gregorià i el dos-cents noranta-novè en els anys de traspàs. Queden 67 dies per finalitzar l'any.

## Esdeveniments
Països Catalans
- 1349 - Llucmajor, Mallorca: de l'indret conegut des d'aleshores com es Camp de sa Batalla, s'hi esdevé la batalla de Llucmajor, en la qual les tropes de Pere III el Cerimoniós derroten les de Jaume III de Mallorca, per la qual cosa el primer incorporarà de la Corona d'Aragó el regne de Mallorca.
- 1521 - Mallorca: la Germania proclama Joanot Colom instador del poble, és a dir, cap dels agermanats, com de successor de Joan Crespí, que havia sigut assassinat per son germà Francesc Colom.
- 1926 - Barcelona: s'hi inauguren els Magatzems Jorba, al portal de l'Àngel.[1]
- 1979 - Catalunya: s'hi celebra el referèndum en què resultarà plebiscitat l'Estatut de Sau.
- 1981 - Valls: La Colla Vella dels Xiquets de Valls descarreguen per primera vegada al segle xx el 4 de 9 amb folre durant la Diada de Santa Úrsula.
- 1998 - Girona: Els Minyons de Terrassa fan el primer 4 de 9 sense folre del segle xx, 117 anys després que s'assolís per primera i única vegada de la història.
- 2005 - Barcelona: hi detenen l'exsenador Lluís Maria Xirinacs acusat d'apologia del terrorisme per haver-se declarat "amic d'ETA"; l'alliberaran al cap de dos dies (27 d'octubre) per causa de la seva avançada edat.

Resta del món
- 1415 - Agincourt, Pas de Calais, França: Enric V d'Anglaterra hi derrota els francesos en la batalla d'Agincourt (Guerra dels Cent Anys).[2]
- 1825 - l'Uruguai obté la independència del Brasil.
- 1836 - París, França: instal·len de la place de la Concorde l'obelisc portat del temple de Karnak de Tebes, obsequi del virrei d'Egipte, Muhàmmad Alí Paixà, de canvi d'un rellotge d'alabastre.
- 1837 - Buenos Aires, Argentina: hi executen públicament José Vicente Teinafé, ex-governador del Córdoba, son germà Guillermo i el capità Santos Pérez, en ser considerats culpables de l'assassinat del general Juan Facundo Quiroga, esdevingut el 16 de febrer de 1835.
- 1863 - San Salvador, El Salvador: l'exèrcit guatemalenc, després d'un setge de 25 dies, conquereix i saqueja la ciutat.
- 1868 - Baire, Cuba: les tropes espanyoles hi derroten els insurrectes cubans, combat de Baire, guerra de Cuba).
- 1917 - Irlanda: elegeixen Eamon de Valera president del Sinn Féin.
- 1927 - Oceà Atlàntic, prop de Rio de Janeiro, Brasil: s'hi enfonsa el transatlàntic italià "Principessa Mafalda" provocant la mort de 314 persones.[3]
- 1936 - Roma, Itàlia) i Berlín, Alemanya: Hitler i Mussolini proclamen l'eix Roma-Berlín.
- 1944 - Heinrich Himmler, Reichsführer-SS, ordena a la Gestapo que organitzi una ofensiva contra els Pirates d'Edelweiss, un grup juvenil anti Nazi.
- 1949 - Londres, Anglaterra: el De Havilland Comet, el primer avió de reacció destinat al transport de passatgers, fa un vol de prova Londres-Trípoli-Londres en 6 hores i 36 minuts, el doble de ràpid que els avions convencionals.[4]
- 1951 - la Gran Bretanya: s'hi celebren eleccions legislatives que guanya el Partit Conservador, encapçalat per Winston Churchill.
- 1956 - Oslo, Noruega: el Comitè Noruec del Nobel atorga el Premi Nobel de Literatura a Juan Ramón Jiménez.
- 1958 - Vaticà: Comença el conclave per elegir nou Papa, degut de la mort de l'anterior Papa Pius XII, S'acabarà el 28 d'octubre amb l'elecció del nou Papa Joan XXIII
- 1977 - 
  - Madrid, Espanya: el govern i els partits parlamentaris (amb l'aquiescència dels sindicats, CCOO i UGT) hi signen els Pactes de la Moncloa per reduir la conflictivitat laboral, millorar l'economia i consolidar la democràcia
  - Maynard, Massachusetts, EUA: la Digital Equipment Corporation presenta la computadora VAX.[5]
- 1979 - el País Basc: s'hi celebra el referèndum en què resultarà plebiscitat l'Estatut d'Autonomia.
- 1983 - Illa de Granada: els Estats Units envaeixen l'illa.
- 1984 - Itaipú (frontera entre el Brasil i el Paraguai: el dictador del Brasil, João Baptista Figueiredo, i el del Paraguai, Alfredo Stroessner inauguren la central hidroelèctrica més potent del món.
- 1985 - l'Argentina: el president Raúl Alfonsín decreta l'estat de setge durant 60 dies per de superar els intents colpistes.
- 1993 - 
  - el Canadà: s'hi celebren eleccions legislatives que guanya per majoria absoluta el Partit Liberal, encapçalat per Jean Chrétien, que desplaçarà del poder el Partit Conservador Progressista
  - Washington D.C., EUA: Jerry Hall i Robert Stilmann, investigadors de la George Washington University, fan públic que han aconseguit de clonar embrions humans.
- 1994 -
  - Ciutat del Vaticà, Roma: la Santa Seu anuncia l'establiment de relacions oficials amb l'OAP, sense caràcter plenament diplomàtic.[6]
  - Tegucigalpa, Hondures: els presidents centreamericans i el primer ministre de Belize, hi aproven una Declaració sobre pau i desenvolupament de la regió.[7]
- 1997 - el Congo-Brazzaville: per ordre del Tribunal Suprem restablert, investeixen Denis Sassou-Nguesso president del país.[8]
- 2001 - Seattle, estat de Washington, EUA: Microsoft comença a comercialitzar el sistema operatiu Windows XP.
- 2005 - Iraq: sense actes violents i amb molta participació, s'hi celebra el referèndum en què resultarà aprovada la nova constitució del país, malgrat el vot negatiu de la majoria dels sunnites.[9]
- 2010 - Sumatra: Un terratrèmol i un tsunami afecten la zona.

## Naixements
Països Catalans
- 1837 - La Pinya, La Garrotxa: Josep Berga i Boix, pintor català paisatgista, fundador de l'Escola d'Olot de Pintura.
- 1858 - Barcelona: Antoni de Paula Capmany i Borri, empresari, catalanista i mecenes.
- 1871 - Sabadell: Domènec Soler i Gili, pintor i escenògraf (m. 1951).[10]
- 1893 - Colònia Güell, Santa Coloma de Cervelló: Joaquim Folguera i Poal, poeta i crític literari català (m. 1919).
- 1961 - València: Chimo Bayo, discjòquei i productor musical valencià.

Resta del món
- 1359 - Lisboa: Beatriu de Castella, infanta de Castella i reina consort de Portugal (n. 1293).
- 1547 - Guimarães (Portugal): Duarte de Sande, jesuïta portuguès, missioner a la Xina (m. 1599)[11]

- 1692 - Parma: Isabel Farnese, reina d'Espanya pel seu matrimoni amb Felip V (m. 1766).[12]
- 1806 - Bayreuth, Regne de Baviera: Johann Kaspar Schmidt conegut com a Max Stirner, filòsof alemany (m. 1856).[13]
- 1811 - Bourg-la-Reine: Évariste Galois, matemàtic francès (m. 1832).[14]
- 1825 - Viena, Imperi Austríac: Johann Strauss II, compositor austríac (m. 1899).[15]
- 1838 - París: Alexandre César Léopold Bizet conegut com a Georges Bizet, compositor francès (m. 1875).[16]
- 1881 - Màlaga, Espanya: Pablo Ruiz Picasso, conegut com a Pablo Picasso, pintor espanyol (m. 1973).[17]
- 1882 - Middlesbrough: Florence Easton, popular soprano dramàtica de la primera meitat del segle xx (m. 1955).[18]
- 1900 - Abeokuta, Nigèria: Funmilayo Ransome-Kuti, feminista nigeriana (m. 1978).[19]
- 1926 - Sant Petersburg, URSS: Galina Vixnévskaia, soprano russa (m. 2012).[20]
- 1931 - París, Annie Girardot, actriu cinematogràfica i teatral francesa (m. 2011).[21]
- 1942 - Novi Sad, Sèrbia, antiga Iugoslàvia: Katalin Ladik, artista sèrbia hongaresa.[22]
- 1958 - Plauen, Saxònia, RDA: Kornelia Ender, nedadora alemanya que guanyà vuit medalles olímpiques i va batre 27 rècords del món.[23]
- 1963 - Nanquing, Jiangsu (Xina): Zhang Yuan, director de cinema xinès.[24]
- 1972 - París (França): Esther Duflo, economista francesa, Premi Nobel d'Economia de l'any 2019.[25]
- 1978 - Moscou: Anna Starobínets, escriptora russa.[26]
- 1982 - Egipte: Bassem Sabry, periodista, bloguer i defensor dels drets humans egipci.[27]
- 1984 - Santa Bàrbara, Califòrnia (EUA): Katy Perry, cantant i compositora estatunidenca.[28]

## Necrològiques
Països Catalans
- 1349 - Llucmajor, Mallorca: Jaume III de Mallorca, de la batalla de Llucmajor (n. 1315).
- 1832 - Madrid, Espanya: Asensi Julià i Alvarrachi, pintor i gravador valencià (n. 1756 o 1760).
- 1994 - Barcelona: Maria Antonieta Cot i Miralpeix, bibliotecària mataronina (n. 1910).

Resta del món
- 1647 - Florència, Gran Ducat de la Toscana: Evangelista Torricelli, físic i matemàtic (n. 1608).[29]
- 1909 - Berlín: Ferdinand von Strantz, cantant prussià.
- 1920 - Brixton, Lambeth, Londres, Anglaterra: Terence MacSwiney, patriota irlandès, després de 73 dies de vaga de fam en protesta pel seu empresonament per les autoritats britàniques (n. 1879).[30]
- 1938 - Mar del Plata, Argentina, Alfonsina Storni, poeta i escriptora argentina (n. 1892).[31]
- 1949 - Ewhurst, Surrey: Mary Acworth Evershed, astrònoma i acadèmica britànica, especialista en Dante (n. 1867).[32]
- 1985 - Estocolm, Suècia: Harald Cramér, matemàtic suec especialitzat en estadística matemàtica i teoria probabilística dels nombres.
- 1989 - Nova York: Mary McCarthy, novel·lista, crítica i activista política estatunidenca (n. 1912).[33]
- 1994 - Nova York: Mildred Natwick, actriu nord-americana d'escena, cinema i televisió (n. 1905).[34]
- 2008 - Fort Myers, EUA: Gerard Damiano, director de cinema estatunidenc.
- 2013 - 
  - Barcelona: Amparo Soler Leal, actriu espanyola (n. 1933).[35]
  - Soest (Països Baixos): Jenny Dalenoord, il·lustradora, dissenyadora, aquarel·lista i artista d'historietes neerlandesa (n. 1918).[36]
- 2014 - Suffolk, Anglaterra: Jack Bruce, compositor, cantant i multiinstrumentista escocès (n. 1943).[37]
- 2015 - Varsòvia, Polònia: Wojciech Fangor, pintor polonès (n. 1922).[38]
- 2017 - Las Palmas de Gran Canaria: Pinito del Oro, trapezista de circ, escriptora i empresària espanyola (n. 1931).[39]

## Festes i commemoracions
- Dia Mundial de la Societat de la Informació el 2005; des de llavors, se celebra el 17 de maig
- Mare de Déu de la Bonanova
- Sants:
  - Bernat Calbó o Calvó, bisbe;
  - Crisant i Dària, esposos màrtirs;
  - Crispí i Crispinià, patrons dels sabaters;
  - Hilari de Javoux, bisbe
  - Front de Perigús, màrtir
  - Gaudenci de Brèscia, bisbe
  - Fructe, Valentí i Engràcia de Segòvia,eremita i màrtirs
  - Nestori (només de l'Església Assíria)
  - Hipòlit de Rocabertí, sant popular no canonitzat oficialment.
- Beat Carles Gnocchi, prevere.